# ラプソドス
ラプソドス（ラプソードス、ギリシャ語：Ραψωδός, 英語：ラプソード、Rhapsode）は紀元前5世紀から紀元前4世紀、もしかするとそれ以前から存在した、古代ギリシアのプロの詩の朗読者、すなわち吟誦詩人（吟唱詩人）のこと。
ラプソドスが朗読する詩はラプソディア（ラプソーディア、ギリシャ語： ῥαψῳδία, rhapsodia）と呼ばれ、それはホメーロス作とされる叙事詩（『イーリアス』、『オデュッセイア』のこと）や、ヘーシオドスの教訓詩（『仕事と日』）やカタログ詩（『神統記』）、アルキロコスの風刺詩などだった。プラトンの対話篇『イオン』の中で、ソクラテスが対話する人気者のラプソドスが、当時のラプソドスの姿を今に伝えている。ギリシア美術の中に描かれていることも多く、特徴的な外套を羽織り、杖を携えていた。こうした装いは通常旅人のものであり、ラプソドスが町から町に移動する遊歴の芸人であったことを意味している。

## 語源的意味と慣用法
「rhapsode」は、「歌を一つに縫い合わせる」という意味のrhapsoideinと関連がある。この言葉は口承の叙事詩、つまりrhapsodeが、どのようにしてその中で、さまざまな神話・伝説・ジョークのレパートリーを組み立てたのかを表している。エポス（epos、叙事詩）の内容を、経験と即興の技術で、土地土地の観客の好むものに変更することは可能だったが、外枠はいつも歌っているものと同じで、徳や栄誉といった基本のテーマは保たれていた。しかし、初期の叙事詩にはこの言葉は見つからず、代わりにアオイドス（歌手）という言葉が、この仕事を含むすべてのジャンルの表現者に対して用いられていた。ヘーシオドスや『イーリアス』、『オデュッセイア』の作者（たち）がラプソドスを認め・受け入れたかはわからない。ヴァルター・ブルケルトは、「ラプソドスは定着した・書かれたテキストの朗読者である」と定義したことがあり、数人の研究者もそれに賛同した。
「ラプソドス」という言葉が使われ出したのは、ピンダロス（紀元前6世紀 - 紀元前5世紀）の頃からで、ピンダロスはそれを「編まれた詩の歌い手」または「杖を持った歌い手」と異なった意味で用いていた。このうち、前者は語源的にみて正しい（より正しいのは「詩を編む者」）が、後者は、ホメーロスの集会における笏のように、聞くことに対する権利の象徴として、朗読者が手に杖（rhabdos）を持つのが習慣だったという古い事実を示唆している。この語源的意味が興味深いのは、口承の詩人たちがそうやっていたことの的確なメタファーだからである。口承の詩人たちは上演のたびごとに常套句や詩行、典型的な場面（テーマ）を編んでいた。ピンダロスなどの著作には、口承の叙事詩が紀元前5世紀にもまだ存続し、人気があったことが暗示されている。しかし、それ以降の文献によると、ラプソドスたちは書かれたテキストを読み、場合によっては、そうするよう法律で強制されていた。

## 上演
ラプソドスが宗教的儀式で賞を争って演じていたこと、そして、それが紀元前5世紀には既に確立していたことは明らかである。『イーリアス』には、トラキアの歌手タミュリスの神話が語られている。タミュリスは歌でムーサたちさえも負かせると豪語して、歌較べをするが敗れ、その傲りのため、歌う能力を奪われるという罰を受けた。歴史的に、このことについて最初に述べているのはヘーシオドスで、自分はエウボイア島で催されたアンピダマースの葬式の歌比べで優勝したと言っている。歌較べは『ホメーロス風讃歌』の中の『アポローンへの讃歌』に生き生きと叙述され、同じく2つの『アプロディーテーへの讃歌』の中でも言及されているが、おそらく前者はデロス島で、後者はキプロスのサラミスとキュプリス・アプロディーテーの祭で歌われたものと思われる。
ラプソドスについての歴史的に古い言及は、ヘロドトスの『歴史』の中に出てくる（紀元前440年頃）。シキュオンで僭主クレイステネス（紀元前6世紀）が、ホメーロスの詩は敵国アルゴスとアルゴス人を讃美している理由でラプソドスたちを追い出した（あるいは歌比べを中止した）、という話である。『イーリアス』の中でそれに該当する「アルゴス人」はギリシア兵を意味する呼び方の1つであり、ホメーロス作と言われる『テーバイス』では巻頭の第1行に「アルゴス」という言葉が見られることから、より多く使われていたのかも知れない。この事件は、紀元前6世紀のペロポネソス半島でラプソドスが歌う詩が政治的・プロパガンダ的重要性を持っていたことを示すものかも知れない。
アテナイでは、紀元前330年には既に、ラプソドスはパナテナイア祭が開催されるたびにホメーロスの詩を歌わなければいけないという法律があった。雄弁家のアテナイのリュクルゴスはこの法律をアテナイの栄光と述べている。それゆえ、おそらくそのようなことは例外だったのだろう。プラトン（の作と言われてきた、しかしおそらくそうではないが、紀元前4世紀のものと思われる）『ヒッパルコス』では、ペイシストラトスの子ヒッパルコスが始めたと書かれているものの、実際に、いつ・誰が始めたかもわからない。ちなみに『ヒッパルコス』には、この法律はラプソドスたちに「続けられる限り」順番に歌うことを要求していた。かなり後の時代のディオゲネス・ラエルティオスも、同様の法律をソロンが作ったと記している。
アテナイの法律の多くは、その立法者を誤った初期の立法者に割り当てていたのだが、少なくとも、ホメーロスの詩を歌うことをパナシナイコの必須としていたこと、そしてそれを順番に朗唱していたことは、紀元前4世紀の時点ではっきりしている。その詩は1人のラプソドスが1日の上演で歌うにはあまりにも長かったのである。それでラプソドスたちは分担して、割り当てられた箇所（でなければ、自分が歌いたい箇所、または賞を得るに値する箇所を選んだであろうから）を受け持った。
補足すれば、古代ギリシアの詩の口承に関して、ホメーリダイ（意味は「ホメーロスの子供たち」）と呼ばれるプロの一族・部族がいた。ホメーリダイは紀元前5世紀および紀元前4世紀にかけて実在し、ホメーロスの作と言われる詩を歌っていた。ピンダロスはホメーリダイをラプソドスの中に入れている。しかし、他の文献ははっきりとそのようなカテゴライズはしていない。